# Nassarius guaymasensis
Nassarius guaymasensis is een slakkensoort uit de familie van de Nassariidae. De wetenschappelijke naam van de soort is voor het eerst geldig gepubliceerd in 1932 door Pilsbry & Lowe.